# Mind
Mind (tidigare Föreningen Psykisk Hälsa) är en ideell svensk förening som arbetar med opinionsbildning kring psykisk hälsa och driver stödlinjer för självmordsnära, föräldrar och äldre. Föreningen är inte bunden till myndigheter, privata företag eller andra patientföreningar. Föreningen grundades den 23 november 1931 under namnet Svenska föreningen för psykisk hälsa (Sfph). En av förgrundsfigurerna i starten var läkaren Viktor Wigert, som då var professor i psykiatri vid Karolinska institutet

## Verksamhet
Föreningen sprider kunskap och bildar opinion och driver idag fyra stödverksamheter med hjälp av volontärer: 
- Föräldratelefonen 020-85 20 00, öppen vardagar kl 10-15 dit föräldrar kan vända sig. Samtliga volontärer är utbildade socionomer och psykologer.[2]
- Äldretelefonen 020-22 22 33, öppen vardagar kl 10-15 för äldre människor som mår psykiskt dåligt.
- Självmordslinjen 90101, öppen dygnet runt är en telefon och chat för personer som söker stöd och vägledning som mår psykiskt dåligt och för anhöriga. Volontärerna är personer i olika åldrar med utbildning inom vård och omsorg och som har fått speciell utbildning i självmordsförebyggande arbete.
- Mind Forum, forum.mind.se, ett modererat forum på internet för personer med psykisk ohälsa som stödjer varandra. Forumet modereras av volontärer.
- Wikipediasamarbete: 2013-2014 drev Mind och Wikimedia Sverige ett gemensamt projekt att utveckla de artiklar som rör psykisk hälsa på svenska Wikipedia. Vem som helst har möjlighet att bidra i detta arbete. Projektet syftar också till att utöka användandet av artiklar på  Wikipedia som examinationsform där studenter får skriva eller revidera redan skrivna artiklar. Denna form av examination finns beskriven på Wikipedia i undervisning.  Under våren 2014 har en grupp studenter på Psykologutbildningen, Stockholms universitet blivit examinerade i ett delmoment och ambitionen är att fler lärosäten ska bidra genom att låta sina studenter dela sina kunskaper genom öppen examination.

Mind ger sedan 1960 ut den populärvetenskapliga facktidskriften Mind (tidigare Psykisk Hälsa) (ISSN 0033-3212).